# Список космічних геліофізичних місій
У цьому списку наведено космічні місії, що спрямовані на вивчення Сонця (геліофізики): космічні сонячні телескопи, штучні супутники Сонця, космічні апарати для вивчення сонячного вітру, що коли-небудь були запущені людством, або плануються до запуску в найближчому майбутньому.

## Минулі й поточні місії
| Космічний апарат                                                      | Дата запуску | Оператор            | Орбіта                                  | Результат                            | Деталі                                                                                    | Ракета-носій            |
| --------------------------------------------------------------------- | ------------ | ------------------- | --------------------------------------- | ------------------------------------ | ----------------------------------------------------------------------------------------- | ----------------------- |
| ACRIMSAT (ACRIMSAT)                                                   | 20.12.1999   | НАСА                | Низька навколоземна (сонячно-синхронна) | Успіх                                | Контакт втрачено 14.12.2013.                                                              | Taurus 2110             |
| Aditya-L1                                                             | 02.09.2023   | ISRO                | Earth-Sun L1 гало                       | триває                               | [ 3 ]                                                                                     | PSLV-XL(C57)            |
| Advanced Composition Explorer (ACE)                                   | 25.08.1997   | НАСА                | Earth-Sun L1 Ліссажу                    | триває                               |                                                                                           | Delta II 7920-8         |
| Aeronomy of Ice in the Mesosphere (AIM)                               | 25.04.2007   | НАСА                | Низька навколоземна (сонячно-синхронна) | триває                               |                                                                                           | Pegasus-XL              |
| Ariel 1                                                               | 26.04.1962   | SERC/НАСА           | Низька навколоземна                     | Успіх                                | Зійшов з орбіти 24.05.1976.                                                               | Thor DM-19 Delta        |
| Cluster                                                               | 04.06.1996   | ЄКА                 | Високоеліптична навколоземна            | Невдача при запуску                  | 4 космічні апарати                                                                        | Ariane 5G               |
| Cluster II                                                            | 16.07.2000   | ЄКА                 | Висока навколоземна                     | триває                               | 4 космічні апарати, замінив початкову місію Cluster, яка зазнала невдачі під час запуску. | Soyuz-U/Fregat          |
| Coupled Ion-Neutral Dynamics Investigations (CINDI)                   | 16.04.2008   | НАСА                | Низька навколоземна                     | Успіх                                | Зійшов з орбіти 28.11.2015                                                                | Pegasus-XL              |
| Deep Space Climate Observatory (DSCOVR)                               | 11.02.2015   | НАСА/NOAA           | Earth-Sun L1 Ліссажу                    | триває                               |                                                                                           | Falcon 9 v1.1           |
| Double Star                                                           | 29.12.2003   | CNSA/ЄКА            | Високоеліптична навколоземна            | Успіх                                | 2 космічні апарати, deorbited 14.10.2007                                                  | Long March 2C           |
| Equator-S                                                             | 02.12.1997   | ISTP/MPE            | геосинхронна перехідна                  | Частково успішно (перервано дочасно) | Контакт втрачено 01.05.1998                                                               | Ariane 4 (44P)          |
| Explorer 10                                                           | 25.03.1961   | НАСА                | Високоеліптична навколоземна            | Успіх                                | Зійшов з орбіти 01.06.1968                                                                | Thor DM-19 Delta        |
| Explorer 50 (IMP-8)                                                   | 26.10.1973   | НАСА                | Висока навколоземна                     | Успіх                                | Контакт втрачено 7.10.2006                                                                | Delta (1913)            |
| Fast Auroral Snapshot Explorer (FAST)                                 | 21.08.1996   | НАСА                | Низька навколоземна                     | Успіх                                | Виведений з експлуатації 04.05.2009                                                       | Pegasus-XL              |
| Geostationary Operational Environmental Satellite (GOES)              | 16.10.1975   | НАСА/NOAA           | геостаціонарна                          | триває                               | 18 космічних апаратів запущено, 5 досі працюють, планується ще 1                          | various                 |
| Geotail                                                               | 24.07.1992   | ISAS/НАСА           | Висока навколоземна                     | Успіх                                | Деактивований 28.11.2022.                                                                 | Delta II 6925           |
| Global-scale Observations of the Limb and Disk (GOLD) (aboard SES-14) | 26.01.2018   | НАСА                | геосинхронна                            | триває                               |                                                                                           | Ariane 5 ECA            |
| Helios                                                                | 10.12.1974   | НАСА / DFVLR        | Геліоцентрична                          | Успіх                                | 2 космічні апарати, last contact 10.02.1986                                               | Titan IIIE/Star-37      |
| Hinode (Solar-B)                                                      | 23.09.2006   | JAXA / НАСА / PPARC | Низька навколоземна (сонячно-синхронна) | триває                               |                                                                                           | M-V                     |
| IBEX                                                                  | 19.10.2008   | НАСА                | Висока навколоземна                     | триває                               |                                                                                           | Pegasus-XL/Star-27      |
| IMAGE                                                                 | 25.03.2000   | НАСА                | Висока навколоземна                     | Успіх                                | Контакт втрачено 18.12.2005                                                               | Delta II 7326-9.5       |
| Interface Region Imaging Spectrograph (IRIS)                          | 27.06.2013   | НАСА                | Низька навколоземна (сонячно-синхронна) | триває                               |                                                                                           | Pegasus-XL              |
| ISEE-1                                                                | 26.10.1973   | НАСА                | Висока навколоземна                     | Успіх                                | Зійшов з орбіти 26.09.1987                                                                | Thor-Delta 2914         |
| ISEE-2                                                                | 22.10.1977   | НАСА                | Висока навколоземна                     | Успіх                                | Зійшов з орбіти 26.09.1987                                                                | Thor-Delta 2914         |
| International Cometary Explorer (ICE)                                 | 12.08.1978   | НАСА                | Earth-Sun L1 halo to геліоцентрична     | Успіх                                | Контакт втрачено 16.09.2014                                                               | Delta 2914              |
| Ionospheric Connection Explorer (ICON)                                | 11.10.2019   | SSL/НАСА            | Низька навколоземна                     | триває                               |                                                                                           | Pegasus-XL              |
| Magnetospheric Multiscale Mission (MMS)                               | 13.03.2015   | НАСА                | Високоеліптична навколоземна            | триває                               | 4 супутники                                                                               | Atlas V 421             |
| Orbiting Geophysical Observatory (OGO)                                | 04.08.1964   | НАСА                | various geocentric                      | Успіх (переважно)                    | 6 супутників, останній зійшов з орбіти 29.08.2020                                         | various Agena           |
| PAMELA (розміщений на Ресурс-ДК1)                                     | 15.06.2006   | PAMELA group        | Низька навколоземна                     | Успіх                                | Виведений з експлуатації 07.02.2016                                                       | Союз-У                  |
| Parker Solar Probe formerly Solar Probe Plus                          | 12.08.2018   | НАСА                | Геліоцентрична                          | триває                               |                                                                                           | Delta IV Heavy          |
| Polar                                                                 | 24.02.1996   | НАСА                | Високоеліптична навколоземна            | Успіх                                | Виведений з експлуатації 28.04.2008                                                       | Delta II 7925-10        |
| Reuven Ramaty High Energy Solar Spectroscope Imager (RHESSI)          | 05.02.2002   | НАСА                | Низька навколоземна                     | Успіх                                | Виведений з експлуатації 16.08.2018                                                       | Pegasus-XL              |
| Skylab and the Apollo Telescope Mount                                 | 14.05.1973   | НАСА                | Низька навколоземна                     | Успіх                                | Зійшов з орбіти 11.07.1979                                                                | Saturn INT-21           |
| Solar and Heliospheric Observatory (SOHO)                             | 02.12.1995   | ЄКА/НАСА            | Earth-Sun L1 гало                       | триває                               |                                                                                           | Atlas IIAS              |
| Solar Anomalous and Magnetospheric Particle Explorer (SAMPEX)         | 03.07.1992   | НАСА/MPE            | Низька навколоземна                     | Успіх                                | Зійшов з орбіти 13.11.2012                                                                | Scout G-1               |
| Solar Dynamics Observatory (SDO)                                      | 11.02.2010   | НАСА                | геосинхронна                            | триває                               |                                                                                           | Atlas V 401             |
| Solar Maximum Mission (SMM)                                           | 14.02.1980   | НАСА                | Низька навколоземна                     | Успіх                                | Зійшов з орбіти 02.12.1989                                                                | Delta 3910              |
| Solar Orbiter                                                         | 10.02.2020   | ЄКА/НАСА            | 24°-inclination геліоцентрична          | триває                               |                                                                                           | Atlas V 411             |
| Solar Radiation and Climate Experiment (SORCE)                        | 25.01.2003   | НАСА/LASP           | Низька навколоземна                     | Успіх                                | Виведений з експлуатації 25.02.2020                                                       | Pegasus-XL              |
| Solar Terrestrial Relations Observatory (STEREO)                      | 25.10.2006   | НАСА                | Геліоцентрична                          | триває                               | 2 космічні апарати, 1 досі працює                                                         | Delta II 7925           |
| Space Environment Testbeds (on DSX)                                   | 25.06.2019   | AFRL                | medium Earth                            | Успіх                                | Виведений з експлуатації 31.05.2021                                                       | Falcon Heavy            |
| Space Technology 5 (ST5)                                              | 22.03.2006   | НАСА                | Низька навколоземна (сонячно-синхронна) | Успіх                                | 3 космічні апарати, виведені з експлуатації 30.06.2006                                    | Pegasus-XL              |
| Spartan 201 (STS-87)                                                  | 19.11.1997   | НАСА                | Низька навколоземна                     | Невдача при розгортанні              | Приземлився 05.12.1997                                                                    | Space Shuttle Columbia  |
| Student Nitric Oxide Explorer (SNOE)                                  | 26.02.1998   | LASP                | Низька навколоземна                     | Успіх                                | Зійшов з орбіти 13.12.2003                                                                | Pegasus-XL              |
| Swarm                                                                 | 22.11.2013   | ЄКА                 | Низька навколоземна                     | триває                               | 3 космічні апарати                                                                        | Rokot / Briz-KM         |
| Thermosphere, Ionosphere, Mesosphere Energetics and Dynamics (TIMED)  | 07.12.2001   | НАСА                | Низька навколоземна                     | триває                               |                                                                                           | Delta II 7920-10        |
| Time History of Events and Macroscale Interactions during Substorms   | 17.02.2017   | НАСА                | Високоеліптичні геоцентричні            | триває                               | 5 космічних апаратів                                                                      | Delta II 7925-10C       |
| Transition Region and Coronal Explorer (TRACE)                        | 01.04.1998   | НАСА                | Низька навколоземна (сонячно-синхронна) | Успіх                                | Виведений з експлуатації 21.06.2010                                                       | Pegasus-XL              |
| TWINS A & B                                                           | 28.06.2006   | НАСА                | Високоеліптична навколоземна (Molniya)  | Успіх                                | 2 космічні апарати, decommissioned 2020                                                   | various                 |
| Ulysses                                                               | 06.10.1990   | НАСА/ЄКА            | Навколоземна з високим нахилом          | Успіх                                | Виведений з експлуатації 30.06.2009                                                       | Space Shuttle Discovery |
| Van Allen Probes formerly Radiation Belt Storm Probes (RBSP)          | 30.08.2012   | НАСА                | Високоеліптична навколоземна            | Успіх                                | 2 космічні апарати, decommissioned 2019                                                   | Atlas V 401             |
| Програма «Вояджер»                                                    | 05.09.1977   | НАСА                | З геліоцентричної до галактоцентричної  | триває                               | 2 космічні апарати, обидва досі працюють                                                  | Titan IIIE              |
| WIND                                                                  | 01.11.1994   | НАСА                | Earth-Sun L1 гало                       | триває                               |                                                                                           | Delta II (7925–10)      |
| Yohkoh (Solar-A)                                                      | 30.12.1991   | ISAS / НАСА / PPARC | Низька навколоземна                     | Успіх                                | Зійшов з орбіти 12.09.2005                                                                | Mu-3S-II                |